# Eolicaphrium primarium
Eolicaphrium primarium és una espècie extinta de mamífer litoptern que visqué a Sud-amèrica durant l'Eocè inferior, fa entre 48 i 55,8 milions d'anys. Se n'han trobat restes fòssils a la província argentina de Chubut. Es tracta de l'única espècie del gènere Eolicaphrium. Tenia la símfisi mandibular fusionada. Les dents incisives i la canina (molt petita) estaven separades de les dents postcanines per un diastema. El nom genèric Eolicaphrium significa ‘Licaphrium de l'alba’.